# Sisar
Sisar fou una població medieval del Kurdistan, situada entre Hamadan, Dinawar i l'Azerbaidjan, a la ruta entre Dinawar i Maragha a 3 etapes al nord de la primera.
La zona eren terres de pastura sota el califat abbàssida d'al-Mahdi (775-785) que es van omplir de delinqüents fins que el califa va autoritzar la construcció d'una població que va formar un districte amb terres dels districtes de Dinawar i de Barza (i el cantó de Khanidjar que no se sap d'on procedia). Harun ar-Raixid hi va establir una guarnició. Fou escenari tot seguit de lluites entre Mura al-Rudayni al-Idjli i els kharigites d'Ithman al-Awdi. Al-Mamun en va donar el govern a Humam ibn Hani al-Abdi. Ja no apareix esmentada al segle xiv quan comença a aparèixer la població de Sinna (Sina, Sena o Sinne) moderna Sanandaj. En la campanya del 1630, l'otomà Khusrew Pasha va destruir Hasanabad que havia estat la capital dels príncep d'Ardalan i Sinna fou la seva nova capital on ja estaven establerts el 1642 quan Tavernier va visitar la seva cort.